# Цугару (полуостров)
Цугару (яп. 津軽半島 цугару-ханто:) — полуостров в Японии, на северной оконечности Хонсю, на западе префектуры Аомори. На востоке омывается водами залива Муцу, который отделяет его от полуострова Симокита, а на западе — Японским морем. Северная оконечность полуострова — мыс Таппидзаки (Таппи-саки, 龍飛崎) — отделена одноимённым проливом от полуострова Осима на острове Хоккайдо.
Для климата полуострова характерны короткое лето и длинная зима, а также обильные снегопады. К северу от горы Иваки холодный летний ветер ямасэ порой приносит заморозки.
Регион известен своими яблоками, цугару-дзямисэном и лаковыми изделиями.

## География
С севера на юго-восток полуострова тянутся горы Цугару (津軽山地), сложенные породами палеогена и неогена. Северная часть хребта имеет высоту более 700 м, в южной части высоты составляют 400—500 м. Вдоль восточного берега тянется узкая равнина Камиисо (яп. 上磯平野), у юго-западного подножья гор находится равнина Цугару длиной 60 и шириной 20 км, выходящяя к Японскому морю. На юго-западе у берега расположена лагуна Дзюсан, в которую впадает протекающая по равнине река Иваки. На юге полуостров ограничен горами, которые тянутся от берега Японского моря до озера Товада.
В северную часть полуострова между мысами Такано и Таппи вдаётся залив Миммая (三厩湾), на берегу которого у устья реки Имабецу лежит порт Имабецу. На восточном побережье у основания полуострова лежит город-порт Аомори, столица префектуры. В центральной части равнины Цугару лежит город Госёгавара. На западе в море выдаётся мыс Кодомари (小泊岬), на котором расположен храм Одзаки-дзиндзя, посвящённый морскому божеству.
Северное побережье полуострова площадью 237 км² (территория от мыса Кодомари до устья залива Муцу) считается экологически или биологически значимой морской зоной (生物多様性の観点から重要度の高い海域) и характеризуется зарослями водорослей. Основанный в 1975 году квазинациональный парк  Цугару площадью 259,66 км² состоит из множества несвязанных друг с другом участков и включает в себя 180 км западного побережья полуострова.

## Экономика и транспорт
По острову пролегают дороги национального значения № 280 и № 339; действуют железная дорога Цугару одноимённой компании и железнодорожная линия Цугару компании JR East. На северной оконечности полуострова автотрасса № 339 прерывается, по этому участку длиной 388 м и с разницей высот в 70 м проложена пешеходная лестница, официально тоже считающаяся частью шоссе. С 1988 года полуостров соединён с Хоккайдо туннелем Сэйкан, через который проходят железнодорожные линии Кайкё и Хоккайдо-синкансэн железнодорожной компании Хоккайдо.
Экономика полуострова основана на сельском хозяйстве и лесоводстве.
На равнине Цугару расположено много рисовых полей, там выращивают половину риса, производимого в префектуре, также там расположено 49 % яблочных садов Японии.
На юге полуострова выращивание яблок является важнейшим источником дохода. Местный сорт яблок — Цугару — является продуктом скрещивания сортов кодама и Голден Делишес; после сорока лет селекции он был выпущен на рынок в 1975 году. Этот сорт ранний, имеет сладкий вкус. Сорт занимает второе место на японском рынке. Каждое яблоко, которое пойдёт на продажу, в начале созревания заворачивают в бумагу, а чтобы достичь равномерно красного цвета плодов, незадолго до сбора урожая фермеры расстилают под деревьями фольгу, которая отражает вверх солнечный свет. Для яблоневодства используется большое количество пестицидов.

## История

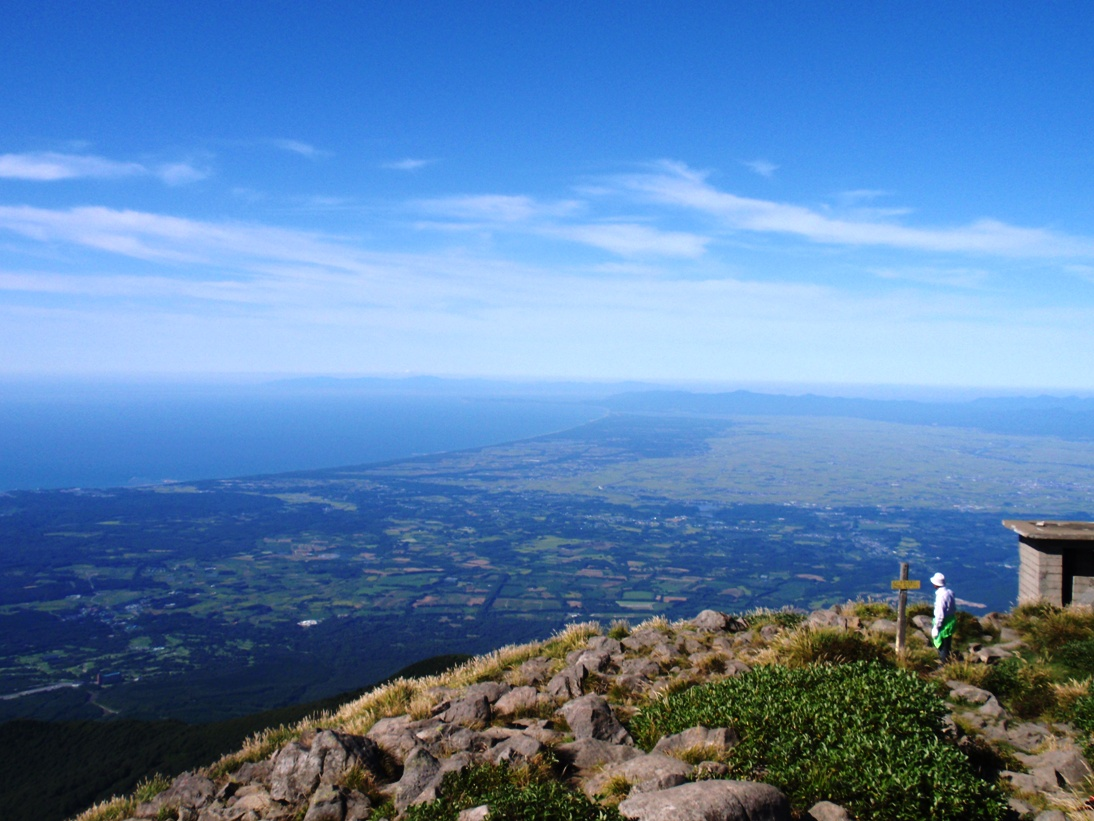
Вид на равнину Цугару с горы Иваки
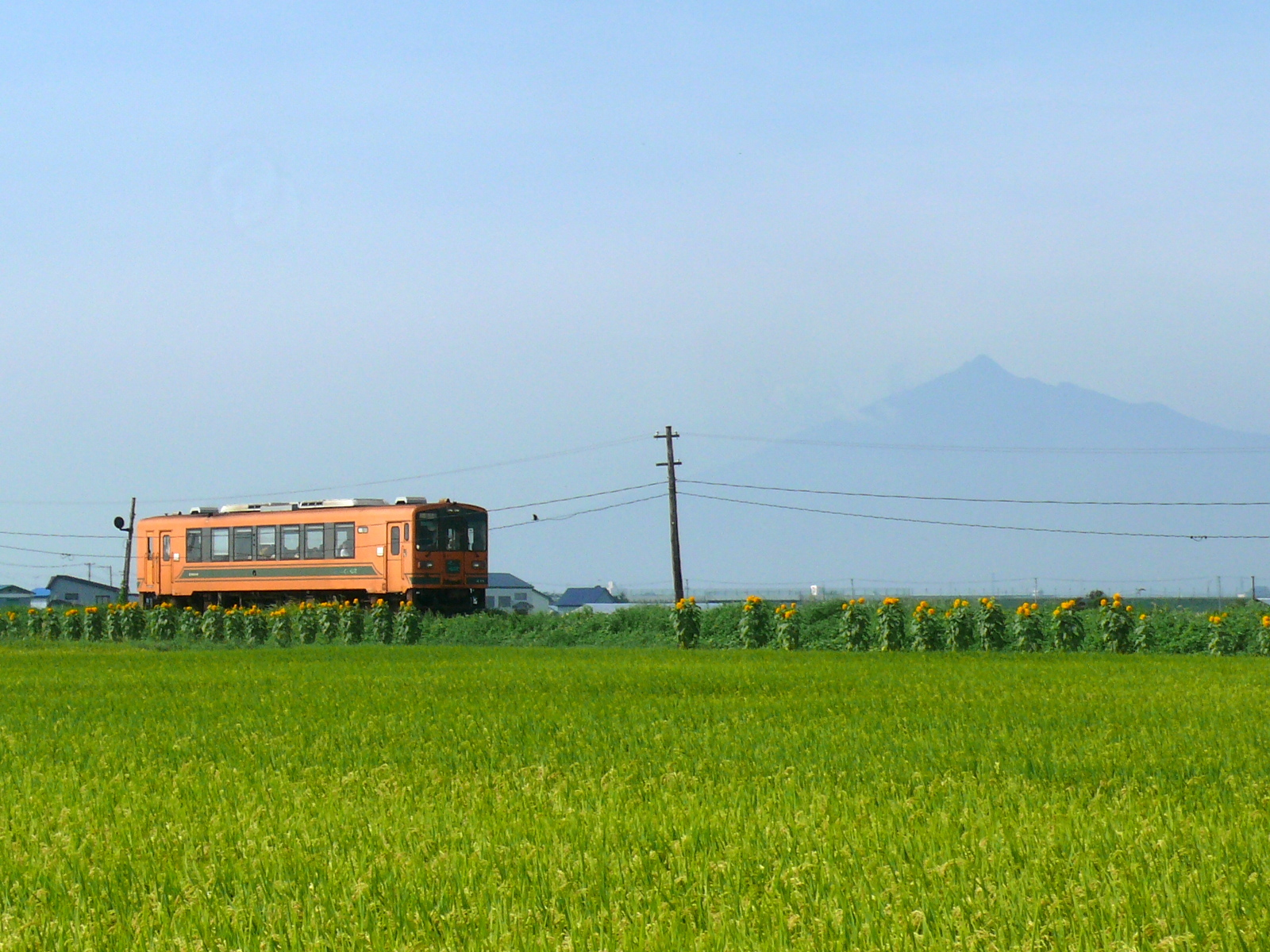
Железная дорога Цугару
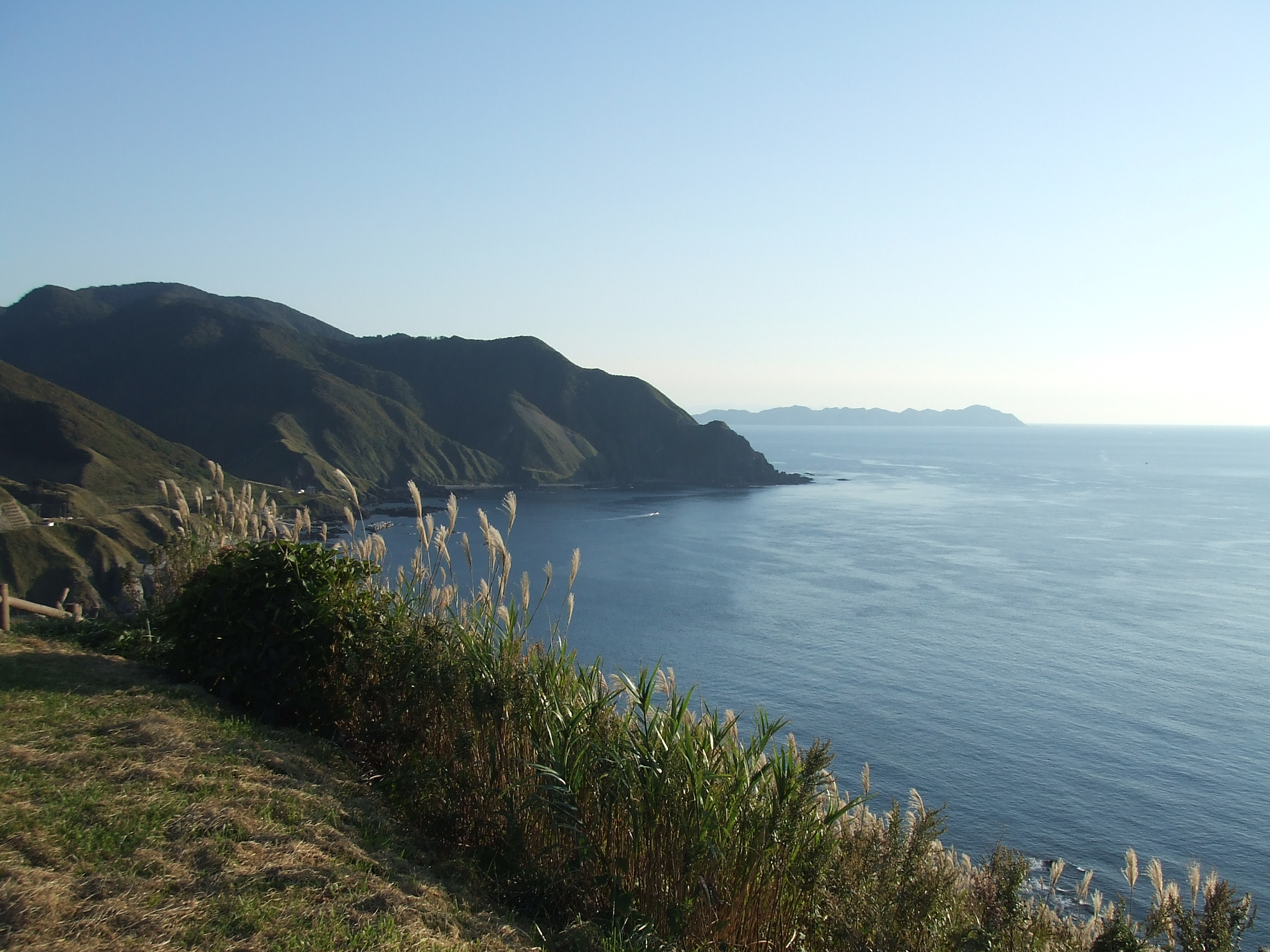
Мыс Таппи — северная оконечность полуострова
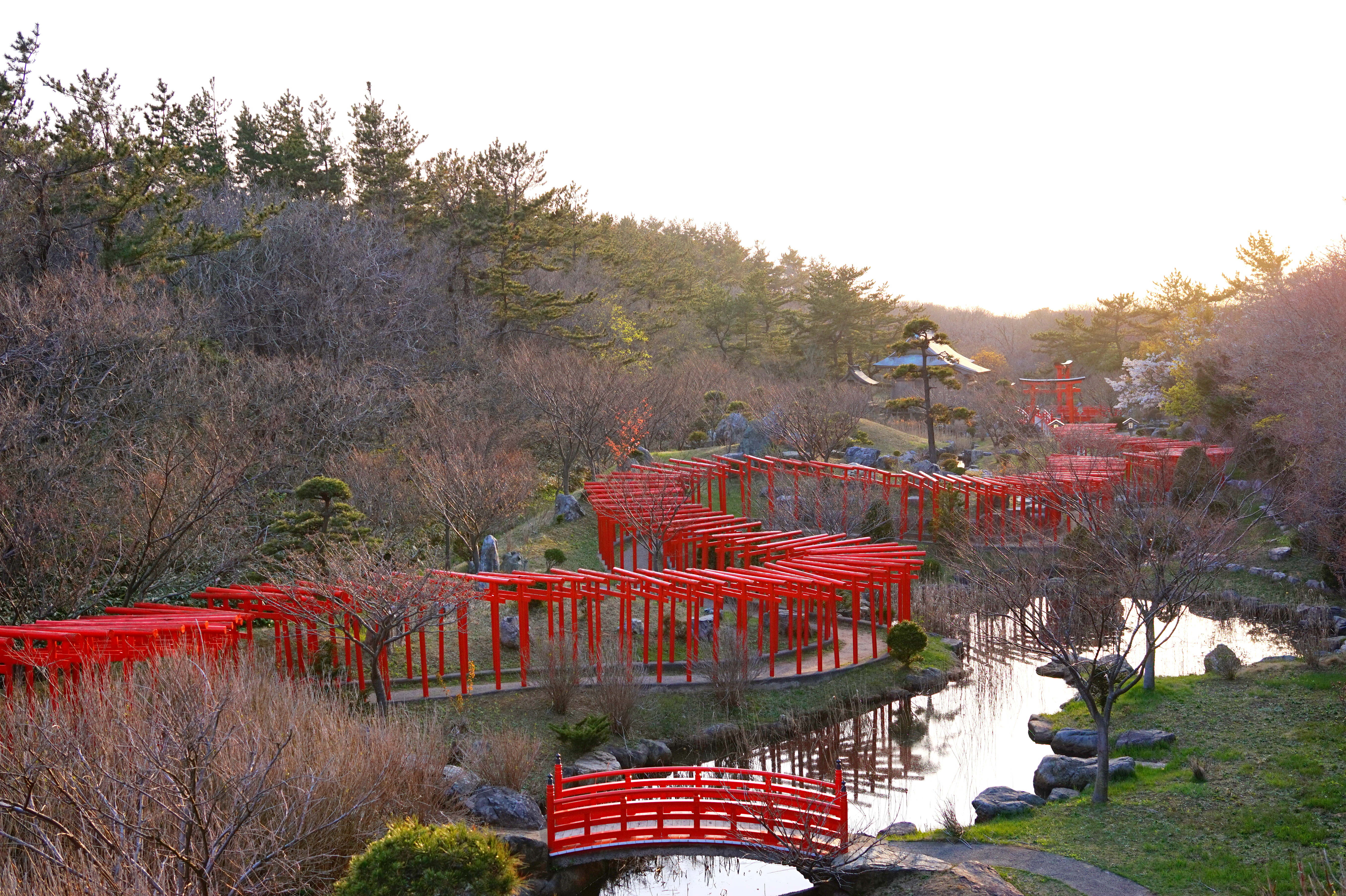
Ряды красных тории храма Такаяма-Инари-дзиндзя[англ.]

Большая часть населения полуострова всегда была сосредоточена на равнине Цугару, где начали выращивать рис уже в III веке н. э. При этом, урожаи были невелики из-за местного холодного климата. За исключением района к северо-востоку от горы Иваки (юга равнины), сильные ветра и сугробы ограничивали возможности крестьян, проживающих на равнине. На плодородных участках вокруг Иваки сконцентрированы стоянки периода Дзёмон. Полуостров был последнией частью Хонсю, где жили племена айнов и эдзо. По легенде, яматоский генерал Саканоуэ-но Тамурамаро подчинил себе богиню горы Иваки, после чего та помогла ему в покорении местных племён. Последние айны Хонсю проживали в деревне Утесу на северной оконечности полуострова и стали считаться японцами в 1756 году.
В 1189 году покорение Тохоку (северо-востока Хонсю) было завершено и Цугару вошёл в провинцию Муцу, оставшись самой бедной и малоразвитой её частью. В эпоху Эдо территория полуострова стала отдельным княжеством (ханом) под властью рода Цугару. Их резидендией служил город Хиросаки на юге полуострова.
В 1783 году произошло крупное извержение вулкана Иваки, в результате чего весь урожай Цугару погиб, а последовавшие голод и болезни привели к гибели трети населения региона, насчитывавшего до этого около 250 тыс. человек. Чтобы справиться с нехваткой рабочих рук, с конца XVIII века власти отправляли множество самураев возделывать землю в деревни; кроме того, они ограничили шелководство, чтобы увеличить урожаи риса и доходы княжества.
В 1830-е годы холода и сильные дожди на севере Хонсю привели к резкому сокращению урожая, вызвавшего голод годов Тэмпо. За семь голодных лет регион покинуло около 47 тыс. человек, ещё более 30 тыс. погибло от голода.
В эпоху Эдо полуостров лежал вдалеке от основных дорог и торговых путей, экспорт состоял почти исключительно из риса, а также древесины и небольшого количества лаковых изделий.
После реставрации Мэйдзи Цугару был включён в префектуру Аомори. Во второй половине XIX века американские миссионеры принесли в регион североамериканские сорта яблок, которые с тех пор являются основой сельского хозяйства в южной половине полуострова. В конце XIX и начале XX века многие из местных жителей в поисках заработка отправились на Хоккайдо.

## Культура
Отдалённость и малоразвитость полуострова привели к тому, что в японской культуре сложился провинциальный и ностальгический образ Цугару. Из-за своеобразия местных обычаев и их возможной связи с айнами и эдзо их считали «не совсем японскими».
Из региона Цугару происходит известная разновидность сямисена и соответствующий музыкальный стиль — цугару-дзямисэн. В 1857 году в городке Канаги в центральной части полуострова (сегодня — часть города Госёгавара) родился слепой музыкант Нитабо, который сыграл важную роль в развитии и инструмента, и характерного стиля музыки. Сегодня в Канаги есть два памятника, посвящённые цугару-дзямисэну, а также небольшой музей и зал для выступлений.
На полуострове распространён местный диалект, который остальные японцы понимают с трудом.
Местная жизнь была описана писателем Осаму Дадзаем, родившемся в Канаги. Его родной дом был превращён в посвящённый писателю музей.

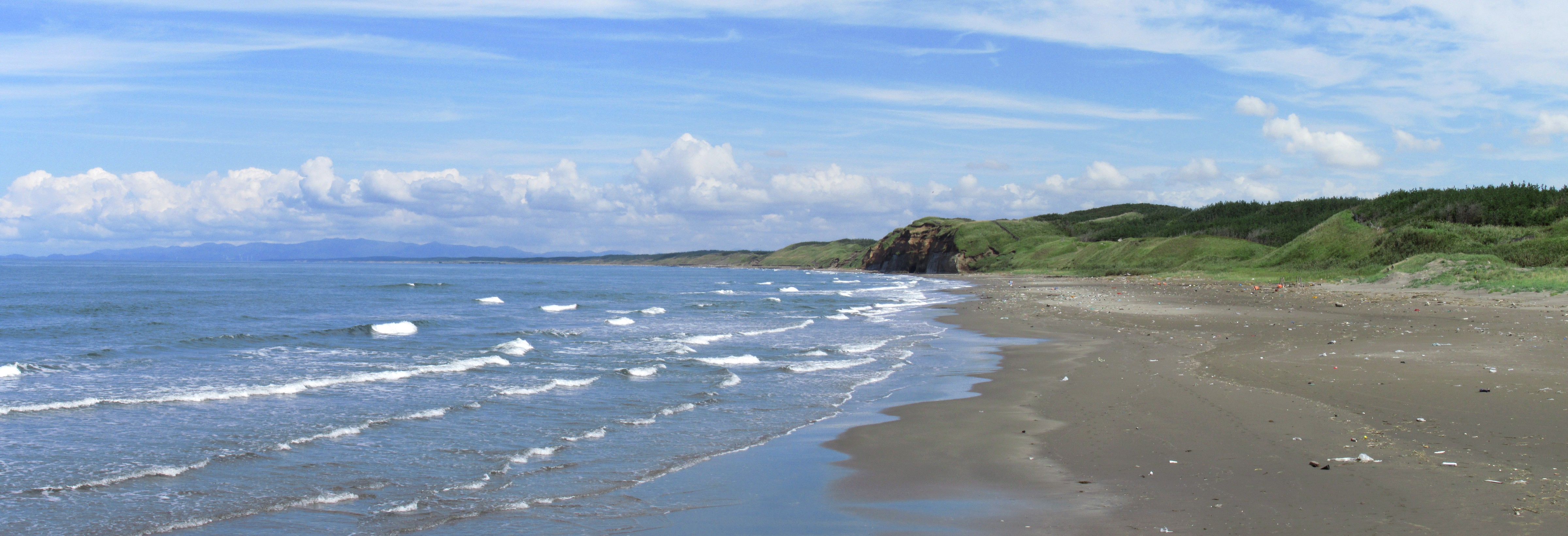
Ситиринагахама, западное побережье полуострова